# Ich hab doch nur meine Frau zerlegt
Ich hab doch nur meine Frau zerlegt (Originaltitel: Picking Up the Pieces) ist eine Filmkomödie aus dem Jahr 2000 von Regisseur Alfonso Arau.
Der Film wurde in Kalifornien gedreht und wurde im Jahr 2001 in zwei Kategorien für den ALMA Award nominiert.

## Handlung
Der Metzger Tex Cowley tötet seine Frau Candy und zerlegt die Leiche. Die Leichenteile transportiert er von Texas nach New Mexico, um sie dort in der Wüste zu verstecken, verliert aber unterwegs eine Hand der zerstückelten Leiche. Eine blinde Frau stolpert über diese Hand, kann wieder sehen und erklärt die Hand zur Hand der Heiligen Jungfrau. Die Hand wird bekannt; der Bürgermeister Machado nutzt ihren Ruhm, um Besucher in die Kleinstadt zu locken. Der Pater der örtlichen Kirche hat Zweifel, die die mit ihm befreundete Prostituierte Desi aber ausräumt.
Es geschehen weitere Wunder: einem Mann, dem seine Beine amputiert wurden, wachsen diese wieder nach. Ein Jugendlicher verliert seine Akne und andere Kleinstadtbewohner verändern ihre Anatomie zu ihrem Vorteil.
Cowley erfährt von den Ereignissen und versucht, die Hand wiederzuerlangen. Währenddessen fragt ihn der texanische Polizist Bobo, wo seine Frau sich aufhält. Cowley sagt, sie kellnere gerade in einer Bar, was Bobo überprüft. Der Barbesitzer gibt die Auskunft, Candy sei seit einer Woche nicht mehr in der Arbeit erschienen. Bobo verhaftet Cowley, muss ihn aber wieder freilassen, da er den Lügendetektortest besteht.
Gefolgt von Bobo macht sich Cowley wieder auf nach New Mexico, um die Hand verschwinden zu lassen. Am Zielort angekommen, gelingt ihm das auch, was ein Verschwinden der Wunder zur Folge hat, er wird jedoch wegen Diebstahls verhaftet. Der parallele Versuch Bobos, ihn wegen Mordes festzunehmen, scheitert daran, dass er als texanischer Polizist seine Amtsgewalt nicht in einem anderen Bundesstaat ausüben darf.
In seiner Gefängniszelle wird Cowley vom Geist seiner ermordeten Frau aufgesucht, die ihn darum bittet, die Hand wieder zurückzubringen. Er kann fliehen, bringt die Hand zurück und die Wunder werden wieder wirksam. Bobo, der mittlerweile mit einem in New Mexico gültigen Haftbefehl wieder aufgetaucht ist, wird von einer Menschenmenge gelyncht. Cowley entschließt sich, zurück nach Texas zu gehen, um sich dort festnehmen zu lassen.

## Kritiken
Scott Weinberg behauptete im Apollo Movie Guide, der Regisseur Alfonso Arau habe seinen Film unter dem Einfluss von LSD gedreht. Beinahe jede Szene sei „bizarr“, keine mache den Film auch nur annähernd unterhaltsam. Weinberg lobte die hochkarätige Besetzung („strong cast“). Für prisma ist Picking Up the Pieces „fader Klamauk“, der „trotz einer brillanten Besetzung nur in wenigen Momenten überzeugen [kann]“. Für das Lexikon des internationalen Films ist der Film „eine schrille Komödie voller blasphemischer Spitzen, die selten die Niederungen der Klamotte verlässt“.